# Kim Hye-ja

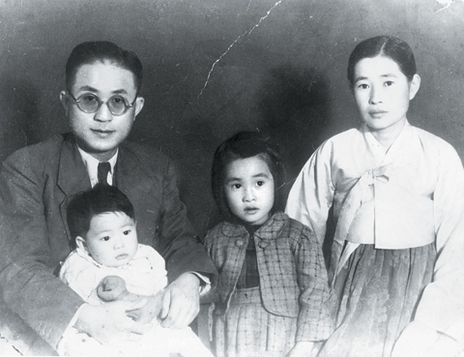
Kim Hye-ja z rodzicami i młodszym bratem (1948)

Kim Hye-ja (kor. 김혜자; ur. 25 października 1941 w Seulu) – południowokoreańska aktorka.

## Życiorys
Kim studiowała na Uniwersytet Kobiecy Ewha, ale opuściła go na drugim roku, aby rozpocząć karierę aktorską. Karierę rozpoczęła w 1963 roku i od tego czasu zagrała w ponad 90 serialach telewizyjnych, w tym Haengbog-eul pabnida (1978), Molaeseong (1988), Gyeoul angae (1989), Sarang-i mwogillae (1991), Eommaui bada (1993), Geudae geurigo na (1997) oraz Jangmiwa kongnamul (1999).
Produkcja Jeon-won-ilgi, w której występowała przez 22 lata, jest szczególnie godna uwagi z powodu tego, że Kim stała się powszechnie znana i wśród publiczności zyskała wizerunek kultowej, bezwarunkowo kochającej i ofiarnej matki. W 1982 roku zadebiutowała w filmie Man chu, za rolę w którym otrzymała nagrodę dla najlepszej aktorki na Międzynarodowym Festiwalu Filmowym w Manili w 1983 roku. Jest rekordzistką w tym, że najczęściej wygrywała Daesang (Wielka nagroda) na MBC Drama Awards: w 1988, 1992 i 1999 roku. Kim jest pierwszą i jedyną osobą, która czterokrotnie wygrała Daesang (Wielka nagroda) na Baeksang Arts Awards: w 1979, 1989, 2009 i 2019.
W 2009 roku zagrała w filmie Madeo. Film opowiada o samotnej matce, która uwielbia swojego niepełnosprawnego umysłowo syna i próbuje udowodnić jego niewinność w sprawie o morderstwo. Film spotkał się z dużym uznaniem krytyków filmowych i otrzymał liczne nagrody. Kim została pierwszą koreańską aktorką, która otrzymała nagrodę dla najlepszej aktorki od Los Angeles Film Critics Association.

### Życie prywatne
Kim była żoną Im Jong-chana, z którym ma dwoje dzieci (syna i córkę). Im Jong-chan zmarł w 1998 roku na raka trzustki.
Kim jest ambasadorem dobrej woli organizacji non-profit World Vision. Odwiedziła obozy dla uchodźców w ogarniętych wojną i dotkniętych ubóstwem regionach w ponad 20 krajach na całym świecie, w tym w Etiopii, Kenii, Korei Północnej, Indiach, Bangladeszu i Sierra Leone. W 2004 roku napisała i opublikowała książkę opartą na swoich doświadczeniach i przekazała cały dochód ze sprzedaży ubogim dzieciom w Korei Północnej.

## Filmografia

### Filmy
- Man chu (1982) – Hye-rim
- Mayonejeu (1999) – mamo
- Madeo (2009) – Hye-ja
- Gaereul humchineun wanbyeokhan bangbeob (2014) – starsza pani
- Gil (2017) – Soon-ae

### Telewizja
- Gaeguli nampyeon (MBC 1969)
- Gangbyeon salja (MBC 1970)
- Susabanjang (MBC 1971)
- Hagbu-in (MBC 1971)
- Mujigae (MBC 1972)
- Sinbu-ilgi (MBC 1975)
- Dangsin (MBC 1977-1978)
- Huhoehabnida (MBC 1977-1978)
- Haengbog-eul pabnida (MBC 1978)
- Miso (MBC 1978)
- Balam-eun bul-eodo (MBC 1978)
- Eomma, appa joh-a (MBC 1979)
- Jeon-won-ilgi (MBC 1980-2002)
- Abe-ui gajog (MBC 1980)
- Uichin-wang (MBC 1980)
- Gan-yanglog (MBC 1980)
- Jongjeom (MBC 1980)
- Salanghabsida (MBC 1981)
- Eoje, geuligo naeil (MBC 1982)
- Gannan-i (MBC 1983)
- Geuliwo (MBC 1984)
- Joseon-wangjo obaegnyeon – punglan (MBC 1985)
- Cheos-salang (MBC 1986)
- Molaeseong (MBC 1988)
- Je2gonghwagug (MBC 1989)
- Gyeoul angae (MBC 1989)
- Dangsin-ui chugbae (MBC 1989)
- Haengboghan yeoja (MBC 1989)
- Yeojaneun mueos-eulo saneunga (MBC 1990)
- Ajig-eun maheun-ahob (MBC 1990)
- Sarang-i mwogillae (MBC 1991)
- Du yeoja (MBC 1992)
- Eommaui bada (MBC 1993)
- Ingan-ui ttang (KBS2 1994)
- Yeo (MBC 1995)
- Jabangodeung-eo (MBC 1996)
- Eomeoni dangsin-ui iyagi (MBC 1997)
- Geudae geurigo na (MBC 1997)
- Jangmiwa kongnamul (MBC 1999)
- Geudaeleul algobuteo (MBC 2002)
- Hongsojang-ui ga-eul (SBS 2004)
- Bomnal-ui miso (MBC 2005)
- Goong (MBC 2006)
- Eommaga ppulnassda (KBS2 2008)
- Cheongdamdong sal-ayo (JTBC 2011)
- Chaghaji anh-eun yeojadeul (KBS2 2015)
- Dieo mai peulenjeu (tvN 2015)
- Nun-i busige (JTBC 2019)